# مژگان رحمانی
مژگان رحمانی زادهٔ (۱۰ دی ماه ۱۳۶۸ -تهران) دارت‌انداز ایرانی، ایشان در حال حاضر تنها لژیونر دارت ایران در کشور مالزی هستند و اولین و تنها ایرانی راه یافته به مسابقات پی دی سی (معتبرترین مسابقات دارت جهانی) است.
وی چندین مقام جهانی و چندین مقام کشوری کسب کرده‌است. و در حال حاضر در جایگاه ۲۸ رنکینگ جهانی قرار دارند .(شهریور ماه ۱۳۹۷)
این ورزشکار بعد از کسب سه مدال قهرمانی و شهرت در آسیای شرقی مورد توجه یه شرکت شناخته شده چینی در زمینه ساخت ابزار الات دارت شد
این شرکت بعد از قرارداد با این بازیکن محجبه ایرانی ، دارت شخصی و ابزار این رشته را با نام و نشان او بفروش می رساند

## دستاوردهای جهانی
- کسب مقام نائب‌قهرمانی در مسابقات جهانی اپن شیراز ۲۰۱۶ -کسب ۶۳ امتیاز جهانی و ثبت رنکینگ جهانی
- کسب مقام قهرمانی در مسابقات جهانی اپن شیراز ۲۰۱۷ - کسب ۹۰ امتیاز جهانی و ثبت رنکینگ جهانی
- کسب مقام قهرمانی در مسابقات جهانی اپن مالزی ۲۰۱۷ - کسب ۹۰ امتیاز جهانی و ثبت رنکینگ جهانی
- کسب مقام قهرمانی تیمی در مسابقات آزاد جهانی مدیترانه ۲۰۱۸
- کسب مقام پنجمی در مسابقات آسیا کاپ مالزی ۲۰۱۸
- کسب مقام پنجمی مشترک در مسابقات آزاد جهانی سلانگور ۲۰۱۹ - کسب ۲۲ امتیاز جهانی و ثبت رنکینگ جهانی[۱۲]
- کسب مقام نائب‌قهرمانی تیمی سه نفره در مسابقات آزاد جهانی سلانگور ۲۰۱۹[۱۲]
- کسب مقام پنجمی دوبل در مسابقات پی دی سی (استیج ۵ و۶) اوپن کشور فیلیپین ۲۰۱۹[۱۳]
- کسب مقام قهرمانی در مسابقات آزاد هند ٢٠١٩ در بخش انفرادی بانوان[۱۴]
- کسب مقام قهرمانی در مسابقات آزاد هند ٢٠١٩ بخش دوبل میکس به همراه نیتین کومار یکی از هفت بازیکن برتر مردان آسیا در سازمان دارت PDC[۱۴]
- کسب مقام نائب‌قهرمانی بخش تیمی سه نفره (دریافت کاپ پرافتخارترین بازیکن این رقابت بین تمام شرکت کنندگان مرد و زن)[۱۴]
- حضور در تور آسیا در کشور سنگاپور پی دی سی (استیج ۱۱ و۱۲) در تاریخ ٩ و ١٠ شهریور ٩٨_(حضور تنها نماینده بانوان از آسیا در این مسابقات رقابت با برترین مردان آسیا)[۱۵]
- عقد قرارداد با باشگاه دوری مالزی به مدیریت آزمی عاریف نایب رئیس فدراسیون دارت مالزی و مربی تیم ملی آقایان کشور مالزی[۱۶]
- کسب مقام قهرمانی در مسابقات آزاد جهانی مالزی ٢٠١٩ با درجه دو -انفرادی بانوان در این رقابت‌ها و کسب ١٢٠ امتیاز جهانی[۱۶][۱۷]
- کسب مقام هفدهم مشترک بین ٥٠٠ بازیکن حاضر در این رقابت ها[۱]
- حضور در بزرگترین رویداد دارت فدراسیون جهانی دارت در کشور هلند با درجه پلاتین[۱]

## دستاوردهای کشوری
- کسب نائب قهرمانی در رنکینگ ایران (تیر ماه ۱۳۹۵)
- کسب قهرمانی در جام برترین‌های ایران (فروردین ماه ۱۳۹۶)
- کسب نائب قهرمانی در رنکینگ ایران (تیر ماه ۱۳۹۶)
- کسب مقام قهرمانی در مسابقات قهرمانان کشوری در سه رشتهٔ (انفرادی - دوبل - تیمی) (شهریور ماه ۱۳۹۶)
- کسب قهرمانی در رنکینگ ایران (آذر ماه ۱۳۹۶)
- قهرمان نیم فصل لیگ برتر بانوان کشور (مرداد ماه ۱۳۹۷)
- کسب نائب قهرمانی در مسابقات قهرمانان کشوری در دو رشته (دوبل و تیمی) (آذر ماه ۱۳۹۷)
- قهرمان لیگ برتر بانوان کشور (بهمن ۹۷)[۱۸]
- قهرمان مسابقات سراسری ایران زمین (اسفند۹۷)

## زندگینامهٔ ورزشی-اجتماعی
مژگان رحمانی در رشتهٔ مهندسی صنایع گرایش برنامه‌ریزی و تحلیل سیستم‌ها و ورودی بهمن ماه ۸۷ دانشگاه سراسری علم و فرهنگ تهران به تحصیل کرده‌اند.
وی فعالیت ورزشی خود را از زمستان ۱۳۹۴ زیر نظر سرمربی تیم ملی دارت ایران (مهدی شایسته) شروع کردند. در این مدت کوتاه چندین مقام و مدال برون مرزی را کسب نمود و تنها کاپ برون مرزی رشتهٔ دارت ایران را در مسابقات جهانی مالزی در سال ۲۰۱۷ کسب نمودند.
مژگان رحمانی همزمان با فعالیت در رشتهٔ دارت، دبیر خلاق ریاضی در مقطع ابتدایی نیز می‌باشند که برای اولین بار در ایران آموزش محاسبات ریاضی را با آموزش دارت به دانش آموزان تلفیق کرده‌اند. 
وی برای هزینه ساخت مراکز درمانی کرمانشاه در بازسازی‌های بعد زلزله مدال طلای خود را به همراه ورزشکاران دیگر به حراج گذاشتند که مدال ایشان در یکی از همین مراکز نگهداری می‌شود.